# Danh sách tiểu hành tinh: 22601–22700
| Tên                 | Tên đầu tiên | Ngày phát hiện      | Nơi phát hiện                      | Người phát hiện                      |
| ------------------- | ------------ | ------------------- | ---------------------------------- | ------------------------------------ |
| 22601 -             | 1998 HD124   | 23 tháng 4 năm 1998 | Socorro                            | LINEAR                               |
| 22602 -             | 1998 HX124   | 23 tháng 4 năm 1998 | Socorro                            | LINEAR                               |
| 22603 Davidoconnor  | 1998 HK133   | 19 tháng 4 năm 1998 | Socorro                            | LINEAR                               |
| 22604 -             | 1998 HG138   | 21 tháng 4 năm 1998 | Socorro                            | LINEAR                               |
| 22605 Steverumsey   | 1998 HH147   | 23 tháng 4 năm 1998 | Socorro                            | LINEAR                               |
| 22606 -             | 1998 HK148   | 25 tháng 4 năm 1998 | La Silla                           | E. W. Elst                           |
| 22607 -             | 1998 HD149   | 25 tháng 4 năm 1998 | La Silla                           | E. W. Elst                           |
| 22608 -             | 1998 JP1     | 1 tháng 5 năm 1998  | Haleakala                          | NEAT                                 |
| 22609 -             | 1998 JT1     | 1 tháng 5 năm 1998  | Haleakala                          | NEAT                                 |
| 22610 -             | 1998 JK4     | 6 tháng 5 năm 1998  | Đài thiên văn Zvjezdarnica Višnjan | Đài thiên văn Zvjezdarnica Višnjan   |
| 22611 Galerkin      | 1998 KB      | 17 tháng 5 năm 1998 | Prescott                           | P. G. Comba                          |
| 22612 Dandibner     | 1998 KT3     | 22 tháng 5 năm 1998 | Anderson Mesa                      | LONEOS                               |
| 22613 Callander     | 1998 KP4     | 22 tháng 5 năm 1998 | Anderson Mesa                      | LONEOS                               |
| 22614 -             | 1998 KA6     | 24 tháng 5 năm 1998 | Kitt Peak                          | Spacewatch                           |
| 22615 -             | 1998 KB6     | 24 tháng 5 năm 1998 | Kitt Peak                          | Spacewatch                           |
| 22616 Bogolyubov    | 1998 KG7     | 23 tháng 5 năm 1998 | Anderson Mesa                      | LONEOS                               |
| 22617 Vidphananu    | 1998 KH7     | 23 tháng 5 năm 1998 | Anderson Mesa                      | LONEOS                               |
| 22618 Silva Nortica | 1998 KK9     | 28 tháng 5 năm 1998 | Kleť                               | Kleť                                 |
| 22619 Ajscheetz     | 1998 KJ10    | 22 tháng 5 năm 1998 | Socorro                            | LINEAR                               |
| 22620 -             | 1998 KZ26    | 23 tháng 5 năm 1998 | Woomera                            | F. B. Zoltowski                      |
| 22621 Larrybartel   | 1998 KO28    | 22 tháng 5 năm 1998 | Socorro                            | LINEAR                               |
| 22622 Strong        | 1998 KV32    | 22 tháng 5 năm 1998 | Socorro                            | LINEAR                               |
| 22623 Fisico        | 1998 KR34    | 22 tháng 5 năm 1998 | Socorro                            | LINEAR                               |
| 22624 -             | 1998 KS34    | 22 tháng 5 năm 1998 | Socorro                            | LINEAR                               |
| 22625 Kanipe        | 1998 KB36    | 22 tháng 5 năm 1998 | Socorro                            | LINEAR                               |
| 22626 Jengordinier  | 1998 KS37    | 22 tháng 5 năm 1998 | Socorro                            | LINEAR                               |
| 22627 Aviscardi     | 1998 KM39    | 22 tháng 5 năm 1998 | Socorro                            | LINEAR                               |
| 22628 Michaelallen  | 1998 KV39    | 22 tháng 5 năm 1998 | Socorro                            | LINEAR                               |
| 22629 -             | 1998 KF40    | 22 tháng 5 năm 1998 | Socorro                            | LINEAR                               |
| 22630 Wallmuth      | 1998 KH45    | 22 tháng 5 năm 1998 | Socorro                            | LINEAR                               |
| 22631 Dillard       | 1998 KV47    | 22 tháng 5 năm 1998 | Socorro                            | LINEAR                               |
| 22632 DiNovis       | 1998 KG64    | 22 tháng 5 năm 1998 | Socorro                            | LINEAR                               |
| 22633 Fazio         | 1998 KK64    | 22 tháng 5 năm 1998 | Socorro                            | LINEAR                               |
| 22634 -             | 1998 MN7     | 22 tháng 6 năm 1998 | Woomera                            | F. B. Zoltowski                      |
| 22635 -             | 1998 MZ11    | 19 tháng 6 năm 1998 | Socorro                            | LINEAR                               |
| 22636 -             | 1998 MV13    | 25 tháng 6 năm 1998 | Woomera                            | F. B. Zoltowski                      |
| 22637 -             | 1998 MR22    | 24 tháng 6 năm 1998 | Socorro                            | LINEAR                               |
| 22638 Abdulla       | 1998 MS31    | 24 tháng 6 năm 1998 | Socorro                            | LINEAR                               |
| 22639 Nickanthony   | 1998 MP32    | 24 tháng 6 năm 1998 | Socorro                            | LINEAR                               |
| 22640 Shalilabaena  | 1998 MJ34    | 24 tháng 6 năm 1998 | Socorro                            | LINEAR                               |
| 22641 -             | 1998 MX34    | 24 tháng 6 năm 1998 | Socorro                            | LINEAR                               |
| 22642 -             | 1998 NV      | 15 tháng 7 năm 1998 | Kitt Peak                          | Spacewatch                           |
| 22643 -             | 1998 OB3     | 20 tháng 7 năm 1998 | Caussols                           | ODAS                                 |
| 22644 Matejbel      | 1998 OZ4     | 27 tháng 7 năm 1998 | Ondřejov                           | P. Pravec, U. Babiaková              |
| 22645 Rotblat       | 1998 OT6     | 26 tháng 7 năm 1998 | Anderson Mesa                      | LONEOS                               |
| 22646 -             | 1998 OB8     | 26 tháng 7 năm 1998 | La Silla                           | E. W. Elst                           |
| 22647 Lévi-Strauss  | 1998 OR8     | 26 tháng 7 năm 1998 | La Silla                           | E. W. Elst                           |
| 22648 -             | 1998 OG9     | 26 tháng 7 năm 1998 | La Silla                           | E. W. Elst                           |
| 22649 -             | 1998 OD12    | 27 tháng 7 năm 1998 | Reedy Creek                        | J. Broughton                         |
| 22650 -             | 1998 OG12    | 29 tháng 7 năm 1998 | Reedy Creek                        | J. Broughton                         |
| 22651 -             | 1998 QW      | 19 tháng 8 năm 1998 | Haleakala                          | NEAT                                 |
| 22652 -             | 1998 QV1     | 19 tháng 8 năm 1998 | Haleakala                          | NEAT                                 |
| 22653 -             | 1998 QW2     | 17 tháng 8 năm 1998 | Socorro                            | LINEAR                               |
| 22654               | 1998 QA5     | 22 tháng 8 năm 1998 | Xinglong                           | Beijing Schmidt CCD Asteroid Program |
| 22655 -             | 1998 QC7     | 17 tháng 8 năm 1998 | Socorro                            | LINEAR                               |
| 22656 Aaronburrows  | 1998 QV7     | 17 tháng 8 năm 1998 | Socorro                            | LINEAR                               |
| 22657 -             | 1998 QN8     | 17 tháng 8 năm 1998 | Socorro                            | LINEAR                               |
| 22658 -             | 1998 QQ8     | 17 tháng 8 năm 1998 | Socorro                            | LINEAR                               |
| 22659 -             | 1998 QW11    | 17 tháng 8 năm 1998 | Socorro                            | LINEAR                               |
| 22660 -             | 1998 QB16    | 17 tháng 8 năm 1998 | Socorro                            | LINEAR                               |
| 22661 -             | 1998 QP17    | 17 tháng 8 năm 1998 | Socorro                            | LINEAR                               |
| 22662 -             | 1998 QL18    | 17 tháng 8 năm 1998 | Socorro                            | LINEAR                               |
| 22663 -             | 1998 QV19    | 17 tháng 8 năm 1998 | Socorro                            | LINEAR                               |
| 22664 -             | 1998 QY22    | 17 tháng 8 năm 1998 | Socorro                            | LINEAR                               |
| 22665 -             | 1998 QL23    | 17 tháng 8 năm 1998 | Socorro                            | LINEAR                               |
| 22666 Josephchurch  | 1998 QE24    | 17 tháng 8 năm 1998 | Socorro                            | LINEAR                               |
| 22667 -             | 1998 QA26    | 25 tháng 8 năm 1998 | Đài thiên văn Zvjezdarnica Višnjan | Đài thiên văn Zvjezdarnica Višnjan   |
| 22668 -             | 1998 QF26    | 26 tháng 8 năm 1998 | Višnjan Observatory                | Višnjan Observatory                  |
| 22669 -             | 1998 QX32    | 17 tháng 8 năm 1998 | Socorro                            | LINEAR                               |
| 22670 -             | 1998 QO35    | 17 tháng 8 năm 1998 | Socorro                            | LINEAR                               |
| 22671 -             | 1998 QL36    | 17 tháng 8 năm 1998 | Socorro                            | LINEAR                               |
| 22672 -             | 1998 QV37    | 17 tháng 8 năm 1998 | Socorro                            | LINEAR                               |
| 22673 -             | 1998 QR38    | 17 tháng 8 năm 1998 | Socorro                            | LINEAR                               |
| 22674 -             | 1998 QF39    | 17 tháng 8 năm 1998 | Socorro                            | LINEAR                               |
| 22675 Davidcohn     | 1998 QZ39    | 17 tháng 8 năm 1998 | Socorro                            | LINEAR                               |
| 22676 -             | 1998 QS41    | 17 tháng 8 năm 1998 | Socorro                            | LINEAR                               |
| 22677 -             | 1998 QY41    | 17 tháng 8 năm 1998 | Socorro                            | LINEAR                               |
| 22678 -             | 1998 QB42    | 17 tháng 8 năm 1998 | Socorro                            | LINEAR                               |
| 22679 Amydavid      | 1998 QJ42    | 17 tháng 8 năm 1998 | Socorro                            | LINEAR                               |
| 22680 -             | 1998 QB44    | 17 tháng 8 năm 1998 | Socorro                            | LINEAR                               |
| 22681 -             | 1998 QL44    | 17 tháng 8 năm 1998 | Socorro                            | LINEAR                               |
| 22682 -             | 1998 QU47    | 17 tháng 8 năm 1998 | Socorro                            | LINEAR                               |
| 22683 -             | 1998 QB48    | 17 tháng 8 năm 1998 | Socorro                            | LINEAR                               |
| 22684 -             | 1998 QO50    | 17 tháng 8 năm 1998 | Socorro                            | LINEAR                               |
| 22685 Dominguez     | 1998 QL51    | 17 tháng 8 năm 1998 | Socorro                            | LINEAR                               |
| 22686 Mishchenko    | 1998 QL53    | 20 tháng 8 năm 1998 | Anderson Mesa                      | LONEOS                               |
| 22687 -             | 1998 QJ64    | 24 tháng 8 năm 1998 | Socorro                            | LINEAR                               |
| 22688 -             | 1998 QB77    | 24 tháng 8 năm 1998 | Socorro                            | LINEAR                               |
| 22689 -             | 1998 QQ84    | 24 tháng 8 năm 1998 | Socorro                            | LINEAR                               |
| 22690 -             | 1998 QU96    | 19 tháng 8 năm 1998 | Socorro                            | LINEAR                               |
| 22691 -             | 1998 QD99    | 26 tháng 8 năm 1998 | La Silla                           | E. W. Elst                           |
| 22692 Carfrekahl    | 1998 QE99    | 26 tháng 8 năm 1998 | La Silla                           | E. W. Elst                           |
| 22693 -             | 1998 QF102   | 26 tháng 8 năm 1998 | La Silla                           | E. W. Elst                           |
| 22694 Tyndall       | 1998 QF104   | 26 tháng 8 năm 1998 | La Silla                           | E. W. Elst                           |
| 22695 -             | 1998 QQ104   | 26 tháng 8 năm 1998 | La Silla                           | E. W. Elst                           |
| 22696 -             | 1998 QT105   | 25 tháng 8 năm 1998 | La Silla                           | E. W. Elst                           |
| 22697 Mánek         | 1998 RM      | 7 tháng 9 năm 1998  | Ondřejov                           | L. Šarounová                         |
| 22698 -             | 1998 RA5     | 10 tháng 9 năm 1998 | Đài thiên văn Zvjezdarnica Višnjan | Đài thiên văn Zvjezdarnica Višnjan   |
| 22699 -             | 1998 RU22    | 14 tháng 9 năm 1998 | Socorro                            | LINEAR                               |
| 22700 -             | 1998 RP37    | 14 tháng 9 năm 1998 | Socorro                            | LINEAR                               |